# Quantum class

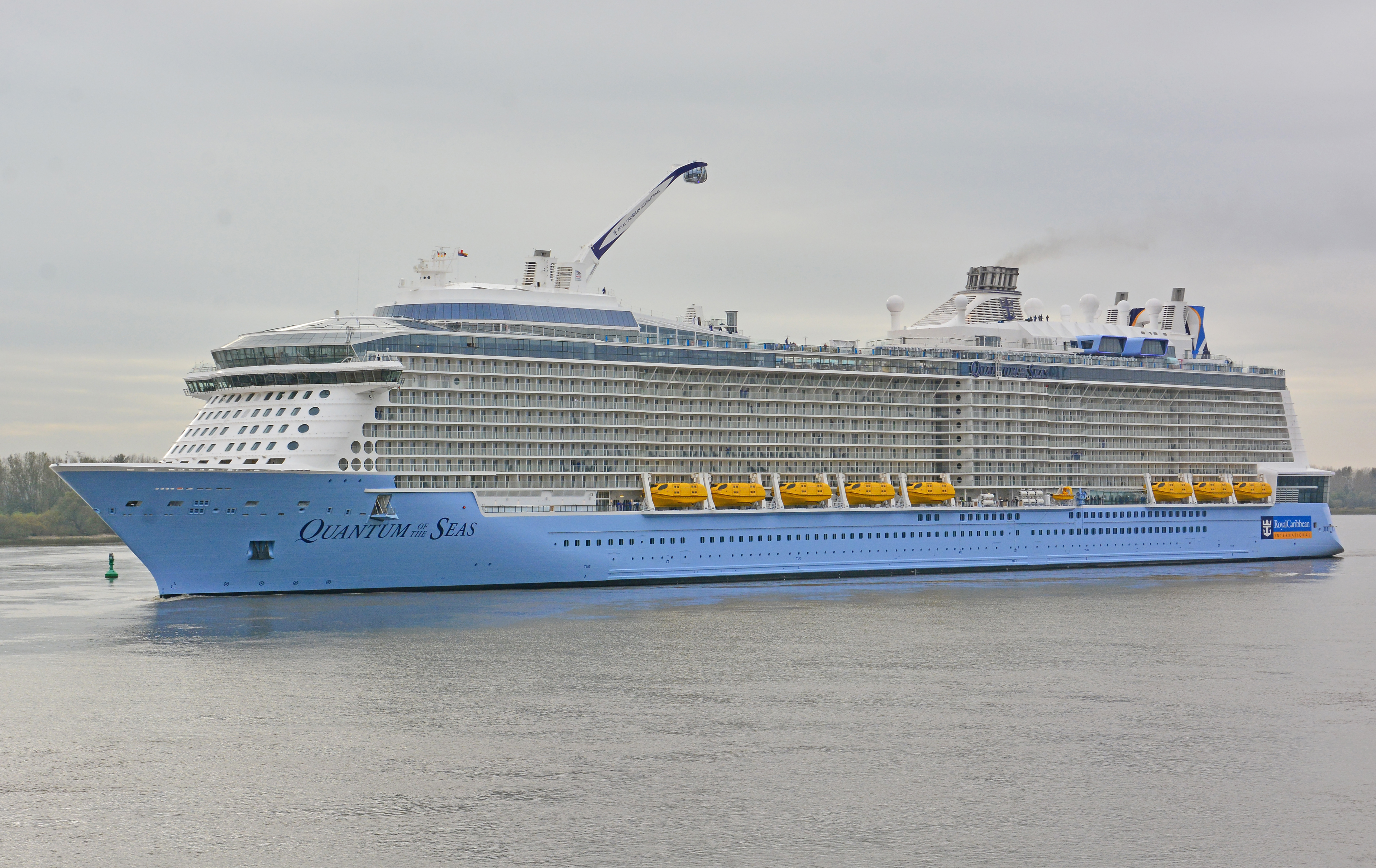
De Quantum of the Seas, naamgever van deze klasse

De Quantum class is een klasse cruiseschepen Royal Caribbean International. De Quantum of the Seas, Anthem of the Seas en sinds 5 maart 2015 ook de Ovation of the Seas behoren tot deze klasse.